# سرهی زاکارلیکا
سرهی زاکارلیکا (اوکراینی: Сергій Володимирович Закарлюка؛ ۱۷ اوت ۱۹۷۶ – ۶ اکتبر ۲۰۱۴) بازیکن فوتبال اهل اوکراین بود.
از باشگاه‌هایی که در آن بازی کرده‌است می‌توان به باشگاه فوتبال دنیپرو، باشگاه فوتبال آرسنال کی‌یف، باشگاه فوتبال ماریوپول، باشگاه فوتبال متالورگ دونتسک، باشگاه فوتبال شاختار دونتسک، و باشگاه فوتبال فورسکلا پولتاوا اشاره کرد.
وی همچنین در تیم ملی فوتبال اوکراین بازی کرده‌است.